# جيمي كروس
جيمي كروس (بالإنجليزية: Jimmy Cross)‏ هو كاتب أغاني أمريكي، ولد في 17 نوفمبر 1938، وتوفي في 8 أكتوبر 1978.

## وصلات خارجية
- جيمي كروس على موقع ميوزك برينز (الإنجليزية)
- جيمي كروس على موقع ديسكوغز (الإنجليزية)